# Nicolas Haas
Nicolas Haas (Sursee, 23 gennaio 1996) è un calciatore svizzero, centrocampista dell'Empoli.

## Caratteristiche tecniche
Centrocampista centrale molto mobile, in grado di ricoprire diversi ruoli in mezzo al campo.

## Carriera

### Club

#### Lucerna
Cresce nel settore giovanile del Lucerna, con cui debutta da professionista a diciannove anni e colleziona cinquantacinque presenze in tre stagioni nella Raiffeisen Super League, segnando due gol ed effettuando sette assist. Il 3 settembre 2023 Haas, ritorna nella squadra che lo ha rilanciato, appunto il Lucerna. Dopo sei anni dalla sua ultima partita, il giocatore passa in prestito con diritto di riscatto dall'Empoli.

#### Atalanta
L'8 giugno 2017 l'Atalanta ufficializza il suo ingaggio a parametro zero, visto che era in scadenza di contratto; fa il suo esordio con i bergamaschi (ed in Serie A), subentrando dalla panchina nella partita casalinga del 5 novembre 2017 contro la SPAL, pareggiata 1-1.

#### Palermo
Il 25 luglio 2018 passa in prestito al Palermo. Debutta in maglia rosanero il 5 agosto 2018, subentrando dalla panchina al 72' nella sfida vinta contro il Vicenza per 8-7 dcr (2-2 dts) valevole per il secondo turno di Coppa Italia. L'esordio in campionato avviene il 25 agosto nella prima giornata di Serie B contro la Salernitana (0-0), subentrando al 18' del secondo tempo. Il 4 maggio 2019 alla 37ª giornata di Serie B si sblocca a livello realizzativo, siglando il gol del 2-1 che consente al Palermo di battere l'Ascoli.

#### Frosinone
Il 12 agosto 2019 si trasferisce al Frosinone in prestito con diritto di riscatto. Esordisce in maglia canarina il 18 agosto 2019 nella gara vinta contro il Monopoli (5-1) valida per il terzo turno di Coppa Italia. Il 26 agosto esordisce con il Frosinone in Serie B nella sconfitta esterna contro il Pordenone (0-3).

#### Empoli e prestito al Lucerna
Il 25 settembre 2020 è acquistato dall'Empoli con la formula del prestito con obbligo di riscatto in caso di promozione in Serie A. L'esordio avviene il 30 settembre, nella partita del secondo turno di Coppa Italia vinta per 2-1 contro il Renate. Il 12 dicembre segna il suo primo gol con i toscani, chiudendo la goleada in casa della Virtus Entella (5-2). Conquistata la promozione in serie A con i toscani al termine della stagione, Haas riesce a trovare la sua prima rete nella massima serie il 15 ottobre 2022, segnando il gol partita che consente all'Empoli di superare il Monza.
Il 4 settembre 2023 l'Empoli lo cede in prestito al Lucerna, nella Super League svizzera, tornando nel club che lo aveva lanciato. Chiude l'annata con 22 presenze, poi fa il suo ritorno ai toscani, dove resta nella rosa per la stagione 2024-2025. Il 24 settembre 2024 ritrova il gol con i toscani, firmando il gol del definitivo successo per 2-1 in casa del Torino nei sedicesimi di Coppa Italia. 

### Nazionale
Ha giocato nelle nazionali giovanili svizzere Under-15, Under-16, Under-17, Under-20 ed Under-21.

## Statistiche

### Presenze e reti nei club
Statistiche aggiornate al 8 novembre 2024.
| Stagione        | Squadra         | Campionato      | Campionato | Campionato | Coppe nazionali | Coppe nazionali | Coppe nazionali | Coppe continentali | Coppe continentali | Coppe continentali | Altre coppe | Altre coppe | Altre coppe | Totale | Totale |
| Stagione        | Squadra         | Comp            | Pres       | Reti       | Comp            | Pres            | Reti            | Comp               | Pres               | Reti               | Comp        | Pres        | Reti        | Pres   | Reti   |
| --------------- | --------------- | --------------- | ---------- | ---------- | --------------- | --------------- | --------------- | ------------------ | ------------------ | ------------------ | ----------- | ----------- | ----------- | ------ | ------ |
| 2014-2015       | Lucerna         | SL              | 8          | 0          | CS              | 0               | 0               | -                  | -                  | -                  | -           | -           | -           | 8      | 0      |
| 2015-2016       | Lucerna         | SL              | 24         | 1          | CS              | 5               | 0               | -                  | -                  | -                  | -           | -           | -           | 29     | 1      |
| 2016-2017       | Lucerna         | SL              | 23         | 1          | CS              | 3               | 0               | UEL                | 2                  | 0                  | -           | -           | -           | 28     | 1      |
| 2017-2018       | Atalanta        | A               | 9          | 0          | CI              | 2               | 0               | UEL                | 0                  | 0                  | -           | -           | -           | 11     | 0      |
| 2018-2019       | Palermo         | B               | 32         | 1          | CI              | 1               | 0               | -                  | -                  | -                  | -           | -           | -           | 33     | 1      |
| 2019-2020       | Frosinone       | B               | 35+4       | 0          | CI              | 2               | 0               | -                  | -                  | -                  | -           | -           | -           | 41     | 0      |
| 2020-2021       | Empoli          | B               | 34         | 4          | CI              | 3               | 0               | -                  | -                  | -                  | -           | -           | -           | 37     | 4      |
| 2021-2022       | Empoli          | A               | 16         | 0          | CI              | 2               | 1               | -                  | -                  | -                  | -           | -           | -           | 18     | 1      |
| 2022-2023       | Empoli          | A               | 24         | 1          | CI              | 1               | 0               | -                  | -                  | -                  | -           | -           | -           | 25     | 1      |
| ago. 2023       | Empoli          | A               | 1          | 0          | CI              | 1               | 0               | -                  | -                  | -                  | -           | -           | -           | 2      | 0      |
| 2023-2024       | Lucerna         | SL              | 22         | 0          | CS              | 2               | 0               | -                  | -                  | -                  | -           | -           | -           | 24     | 0      |
| Totale Lucerna  | Totale Lucerna  | Totale Lucerna  | 77         | 2          |                 | 10              | 0               |                    | 2                  | 0                  |             | -           | -           | 89     | 2      |
| 2024-2025       | Empoli          | A               | 10         | 0          | CI              | 2               | 1               | -                  | -                  | -                  | -           | -           | -           | 12     | 1      |
| Totale Empoli   | Totale Empoli   | Totale Empoli   | 85         | 5          |                 | 9               | 2               |                    | -                  | -                  |             | -           | -           | 94     | 7      |
| Totale carriera | Totale carriera | Totale carriera | 242        | 8          |                 | 24              | 2               |                    | 2                  | 0                  |             | -           | -           | 268    | 10     |

### Cronologia presenze e reti in nazionale
| Cronologia completa delle presenze e delle reti in nazionale ― Svizzera under 21 | Cronologia completa delle presenze e delle reti in nazionale ― Svizzera under 21 | Cronologia completa delle presenze e delle reti in nazionale ― Svizzera under 21 | Cronologia completa delle presenze e delle reti in nazionale ― Svizzera under 21 | Cronologia completa delle presenze e delle reti in nazionale ― Svizzera under 21 | Cronologia completa delle presenze e delle reti in nazionale ― Svizzera under 21 | Cronologia completa delle presenze e delle reti in nazionale ― Svizzera under 21 | Cronologia completa delle presenze e delle reti in nazionale ― Svizzera under 21 |
| Data                                                                             | Città                                                                            | In casa                                                                          | Risultato                                                                        | Ospiti                                                                           | Competizione                                                                     | Reti                                                                             | Note                                                                             |
| -------------------------------------------------------------------------------- | -------------------------------------------------------------------------------- | -------------------------------------------------------------------------------- | -------------------------------------------------------------------------------- | -------------------------------------------------------------------------------- | -------------------------------------------------------------------------------- | -------------------------------------------------------------------------------- | -------------------------------------------------------------------------------- |
| 10-11-2016                                                                       | Marbella                                                                         | Russia under 21                                                                  | 1 – 2                                                                            | Svizzera under 21                                                                | Amichevole                                                                       | -                                                                                |                                                                                  |
| 14-11-2016                                                                       | Marbella                                                                         | Svizzera under 21                                                                | 3 – 2                                                                            | Russia under 21                                                                  | Amichevole                                                                       | -                                                                                | cap. 11’                                                                         |
| 13-6-2017                                                                        | Bienne                                                                           | Svizzera under 21                                                                | 1 – 0                                                                            | Bosnia ed Erzegovina under 21                                                    | Qual. Europeo Under-21 2019                                                      | 1                                                                                | cap. 59’                                                                         |
| 1-9-2017                                                                         | Bienne                                                                           | Svizzera under 21                                                                | 0 – 3                                                                            | Galles under 21                                                                  | Qual. Europeo Under-21 2019                                                      | -                                                                                | cap.                                                                             |
| 5-9-2017                                                                         | Ovidiu                                                                           | Romania under 21                                                                 | 1 – 1                                                                            | Svizzera under 21                                                                | Qual. Europeo Under-21 2019                                                      | -                                                                                | 53’                                                                              |
| 10-10-2017                                                                       | Vaduz                                                                            | Liechtenstein under 21                                                           | 0 – 2                                                                            | Svizzera under 21                                                                | Qual. Europeo Under-21 2019                                                      | -                                                                                | 57’ 90’                                                                          |
| Totale                                                                           |                                                                                  | Presenze                                                                         | 7                                                                                |                                                                                  | Reti                                                                             | 1                                                                                |                                                                                  |

## Palmarès

### Club

#### Competizioni nazionali
- Campionato italiano di Serie B: 1

Empoli: 2020-2021